# Wilderswil
Wilderswil ist eine politische Gemeinde im Verwaltungskreis Interlaken-Oberhasli des Kantons Bern in der Schweiz.

## Geographie

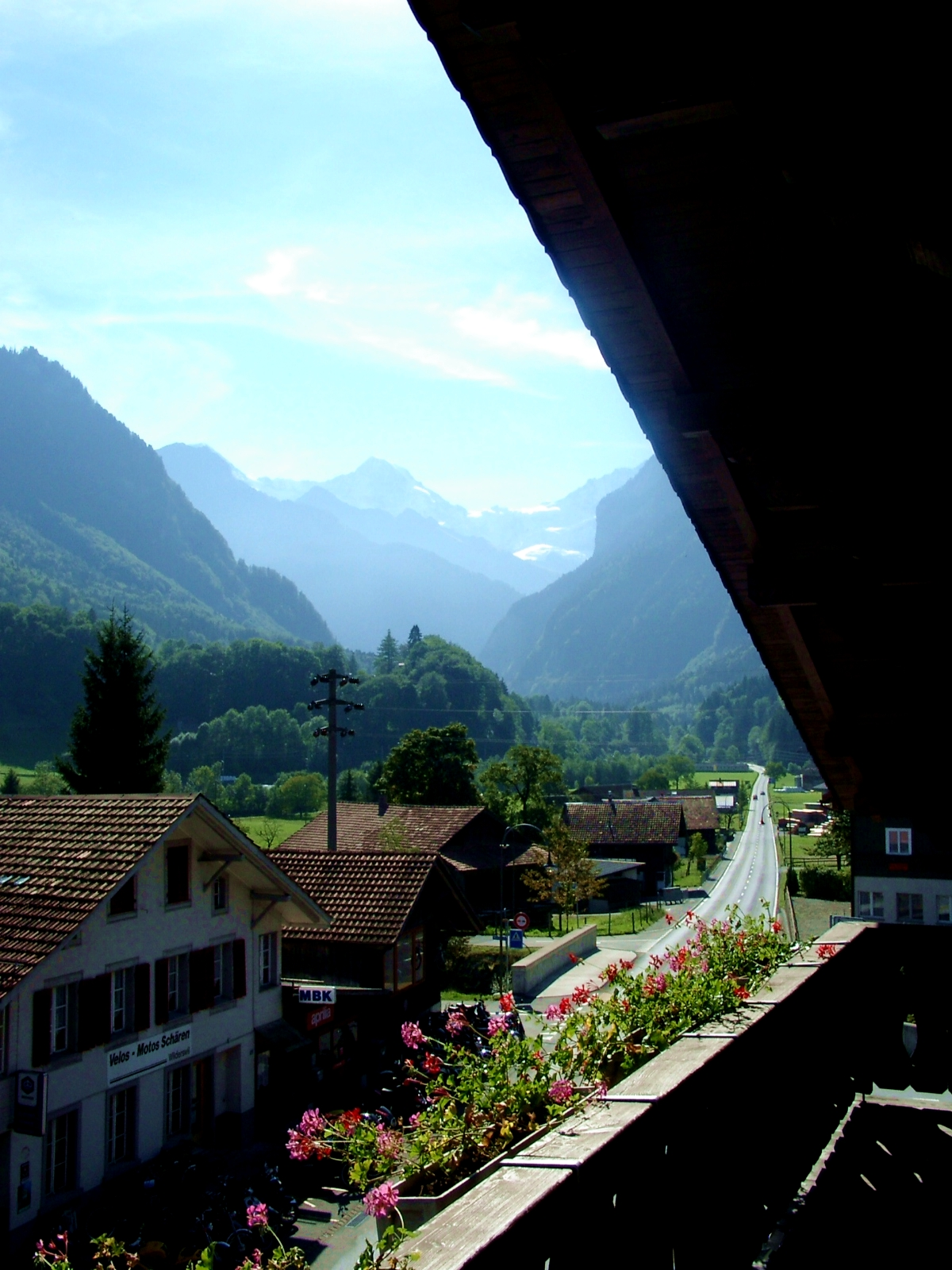
Wilderswil – Blick zur Jungfrau

Das Dorf liegt im südlichen Teil des Gebiets Bödeli, am Eingang der Lütschinentäler hauptsächlich auf dem vom Saxetbach geschaffenen Schwemmkegel.
Der höchste Punkt des Gemeindegebiets ist die Sulegg auf der Südseite des Saxettals auf 2413 m ü. M. Im Westen erstreckt sich das Gemeindegebiet bis zum Birchizand am Leissiggrat (1606 m ü. M.) und im Osten zur Schynigen Platte (2076 m ü. M.).

## Geschichte

Luftbild von Werner Friedli (1952)

Besiedelt wurde die Gegend durch Alemannen um ca. 600. Von ihnen dürfte auch der Ortsname stammen. Beim Bau eines Hotels wurde 1895 ein Gräberfeld mit 15 Gräbern mit 18 Skeletten und Grabbeigaben gefunden.
Urkundlich erwähnt wird Wilderswil erstmals im Jahr 1224 und gehört seit langem zur Kirchgemeinde Gsteig bei Interlaken. Die Grundherrschaft lag bei den Freiherren von Rotenfluh-Wilderswil, später den Herren von Wädiswil, Weissenburg und Scharnachtal. 1334 besiegte Bern die Weissenburger, und Wilderswil kam unter die bernische Landesherrschaft. Die Stadt Bern zog 1515 Burg und Herrschaft Unspunnen an sich.
Bekannt wurde die Gegend durch die Unspunnenfeste (Alphirtenfeste) von 1805 und 1808, welche der Berner Schultheiss Niklaus Friedrich von Mülinen veranstaltete.
Auf dem Ried erstellte Professor Adolf Wach drei Häuser, in denen er regelmässig seine Sommerferien verbrachte.
Durch den aufkommenden Fremdenverkehr, den Bau der Berner Oberland-Bahnen von Interlaken nach Lauterbrunnen und Grindelwald 1890 sowie durch die Schynige Platte-Bahn auf den Aussichtsberg Schynige Platte 1893 entwickelte sich Wilderswil vom Bauerndorf zum Ferienkurort.
Am 30. Juni 2025 gab es zwischen Wilderswil und Gündlischwand einen "mittleren bis grossen Felssturz".

## Bevölkerung
| Bevölkerungsentwicklung | Bevölkerungsentwicklung | Bevölkerungsentwicklung | Bevölkerungsentwicklung | Bevölkerungsentwicklung | Bevölkerungsentwicklung | Bevölkerungsentwicklung | Bevölkerungsentwicklung | Bevölkerungsentwicklung | Bevölkerungsentwicklung | Bevölkerungsentwicklung | Bevölkerungsentwicklung | Bevölkerungsentwicklung |
| ----------------------- | ----------------------- | ----------------------- | ----------------------- | ----------------------- | ----------------------- | ----------------------- | ----------------------- | ----------------------- | ----------------------- | ----------------------- | ----------------------- | ----------------------- |
| Jahr                    | 1850                    | 1880                    | 1900                    | 1930                    | 1950                    | 1980                    | 1990                    | 2000                    | 2010                    | 2015                    | 2019                    | 2023                    |
| Einwohner               | 1'145                   | 1'400                   | 1'554                   | 1'605                   | 1'669                   | 1'649                   | 1'918                   | 2'238                   | 2'501                   | 2'614                   | 2'669                   | 2'764                   |

## Wappen
Das Wappen von Wilderswil zeigt einen Ziegenbock und ist in den Farben des Amtsbezirks Interlaken (schwarz/weiss) gehalten. Das Wappen besteht seit 300 Jahren.

## Politik
Legislative ist die Gemeindeversammlung.
Exekutive ist der Gemeinderat mit 7 Mitgliedern, präsidiert vom Gemeindepräsidenten. Die letzten Gemeinderatswahlen fanden am 27. Oktober 2024 statt, für die Amtsperiode vom 1. Januar 2025 bis 31. Dezember 2028. Der aktuelle Gemeinderat setzt sich wie folgt zusammen: 2 parteilos (2 Liste FDP, 1 Liste SVP), 2 SVP, 1 SP, 1 FDP. Gemeindepräsident Rolf Herren (parteilos) wurde bereits vor den Gemeinderatswahlen in stiller Wahl wiedergewählt.
Alle Behördenmitglieder sind nebenamtlich tätig.

## Wirtschaft
Tourismus, Gewerbe und Landwirtschaft bilden die wirtschaftliche Basis. Arbeitsstellen gibt es bei den Bahnen, national und international tätigen Firmen sowie im Gewerbe.

### Tourismus

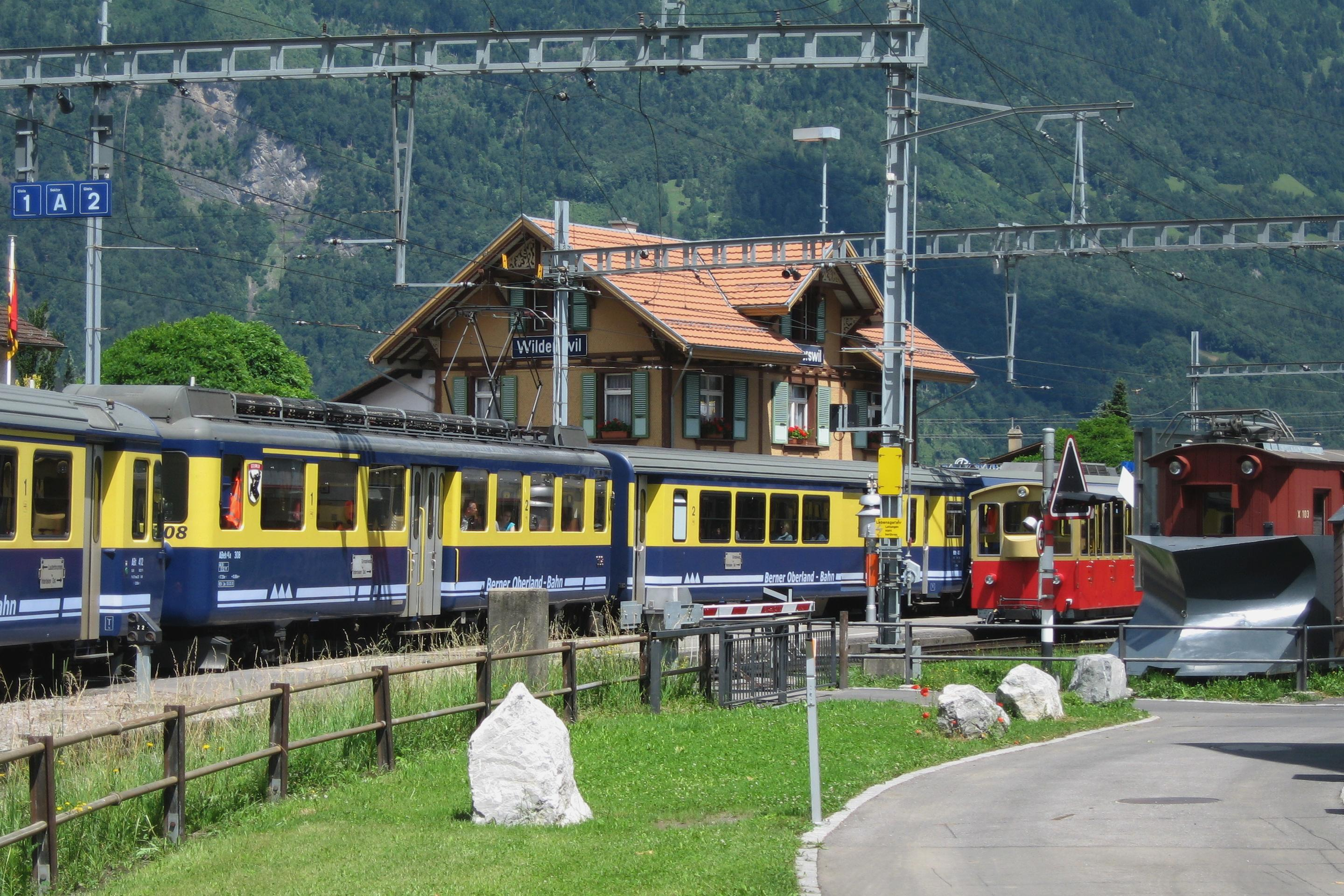
Bahnhof Wilderswil mit Zügen der Berner Oberland-Bahnen und Schynige Platte-Bahn

Wilderswil ist ein Ausgangspunkt für Ausflüge in der Jungfrau-Region oder ganz allgemein ins Berner Oberland. Wilderswil hat 16 Hotels, Motels und Gasthöfe mit 900 Gästebetten, Ferienwohnungen mit 300 Gästebetten sowie einen Campingplatz mit Sommerbetrieb.
Sommer: Vom Bahnhof Wilderswil der Berner Oberland-Bahnen fährt die Schynige Platte-Bahn auf den Aussichtsberg Schynige Platte. Bade- und Wassersportmöglichkeiten bieten der nahe gelegene  Thuner- und Brienzersee. Gelegenheit zum Wandern bestehen in den Bergen oder in der Umgebung des Dorfes. Ein Erlebnisweg Natur und Bahn führt der Lütschine entlang nach Zweilütschinen. Es werden Adventure-Sportarten wie Canyoning, Gleitschirmfliegen und River-Rafting angeboten.
Winter: Die Jungfrau-Region mit den Skigebieten Mürren-Schilthorn, Männlichen-Kleine Scheidegg sowie Grindelwald-First ist mit Bahn oder Auto erreichbar. Schlittelmöglichkeiten bestehen in Saxeten.

### Verkehr
Wilderswil liegt wenige Kilometer südlich von Interlaken an der Autobahn A8. Die Hauptstrasse 221 von Interlaken nach Grindelwald und Lauterbrunnen führte bis zur Eröffnung der Umfahrungsstrasse im August 2023 mitten durch das Dorf.
Seit dem 1. Juli 1891 ist Wilderswil durch die Bahnstrecke von Interlaken über Zweilütschinen nach Grindelwald und Lauterbrunnen der Berner Oberland-Bahnen (BOB) erschlossen.
Ausserdem ist Wilderswil seit dem 14. Juni 1893 Ausgangspunkt der Schynige Platte-Bahn (SPB), die auf die Schynige Platte fährt.

## Sehenswürdigkeiten
- die St. Michaels-Kirche Gsteig
- das Dorfmuseum Alte Mühle, mit Sonderausstellungen im Sommer
- die Kulturwege am Eingang der Lütschinentäler
- die typischen Berner-Oberländer Häuser und Brunnen des Dorfes
- die Ruine Unspunnen und Rotenfluh (Modell im Dorfmuseum)

## Bilder

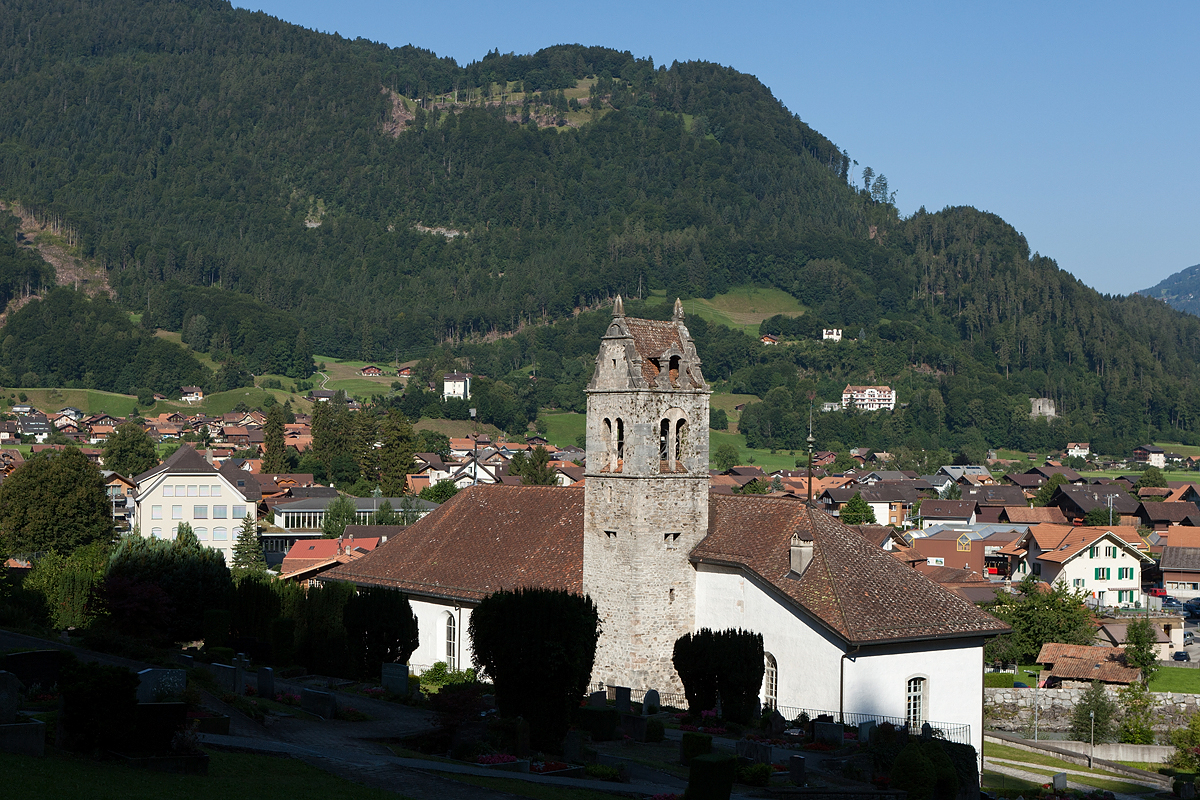
Kirche Gsteig
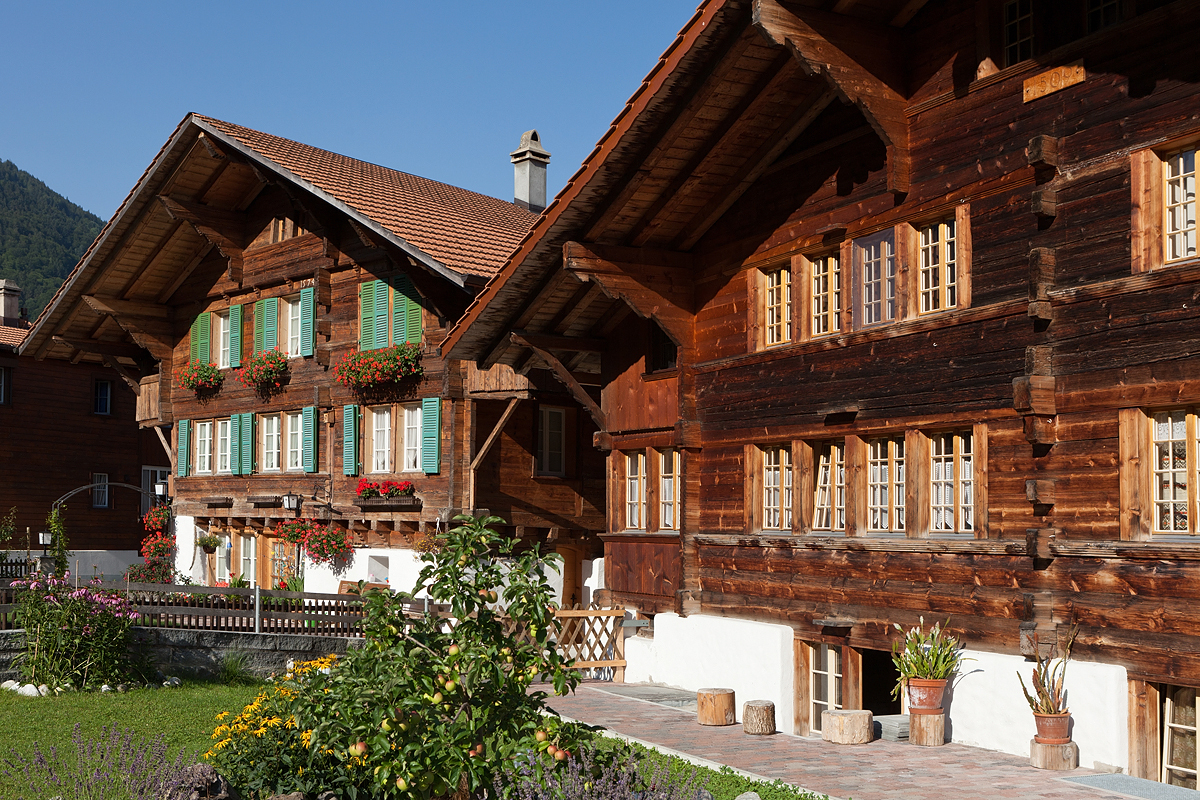
Ortstypische Chalets
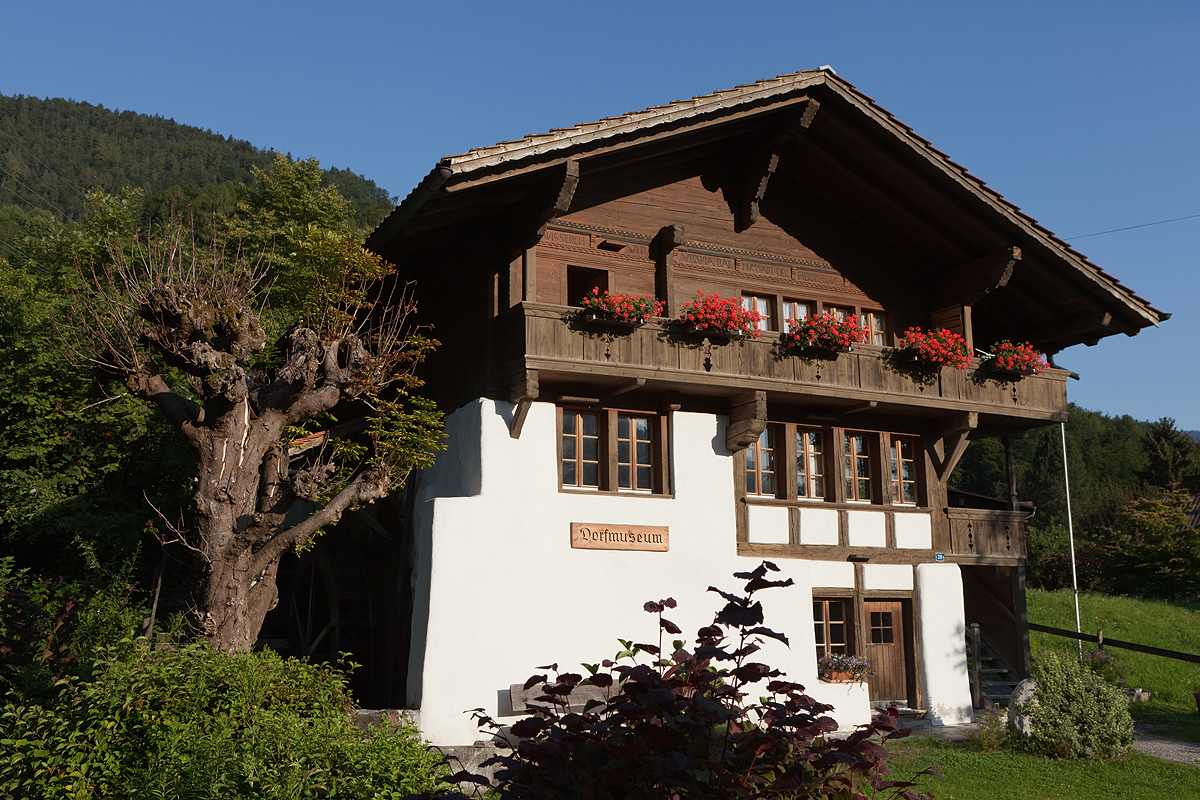
Alte Mühle, Dorfmuseum
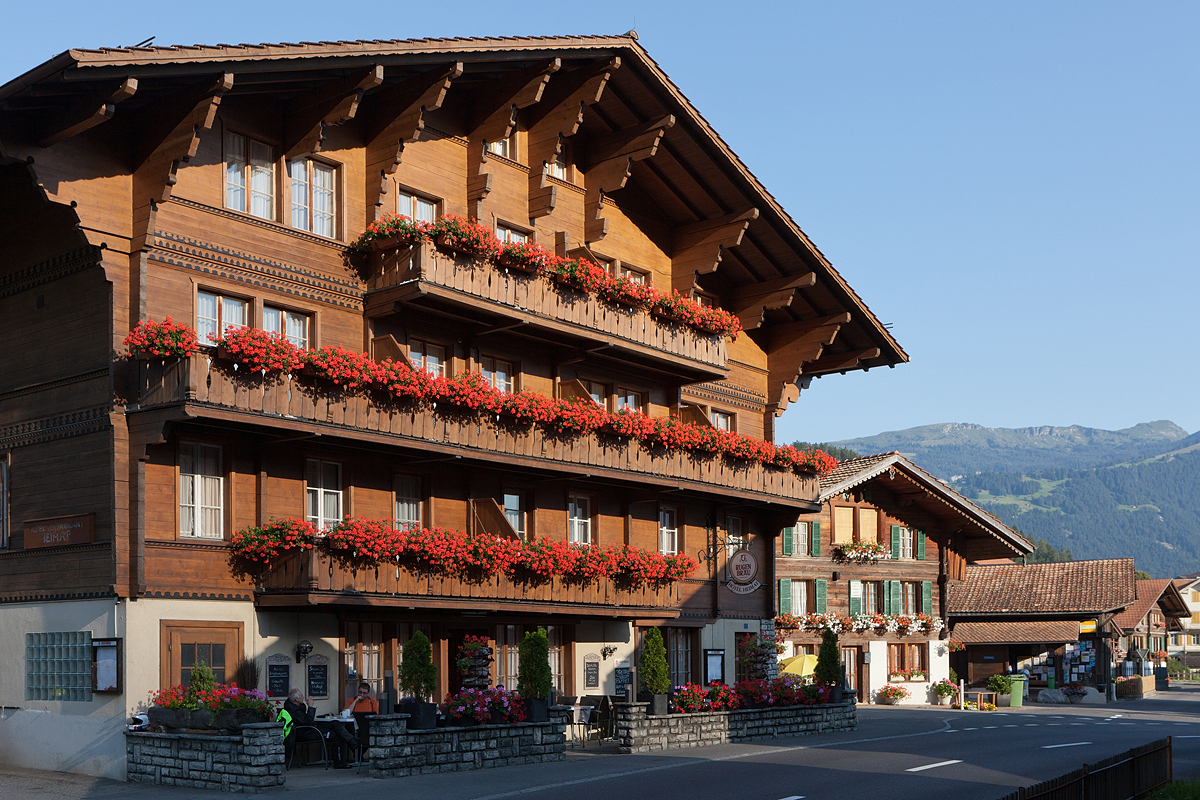
«Hotel Heimat», Lehngasse
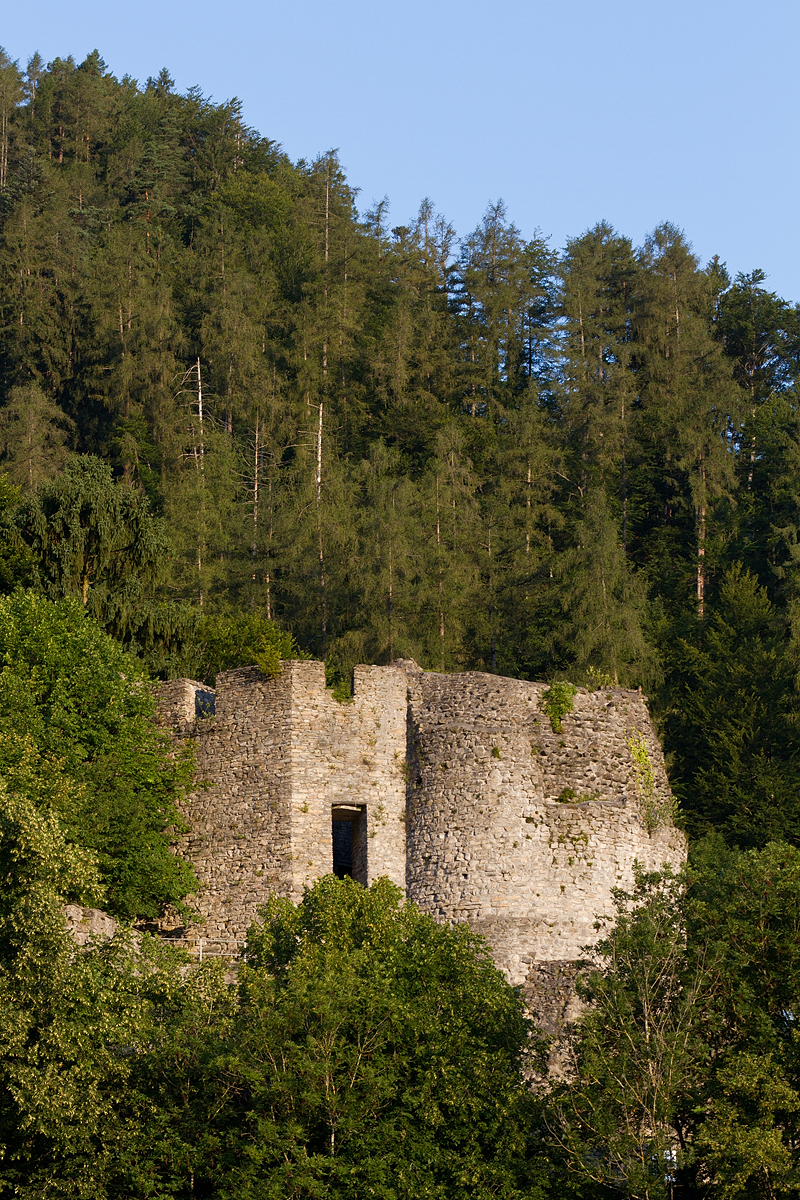
Burgruine Unspunnen
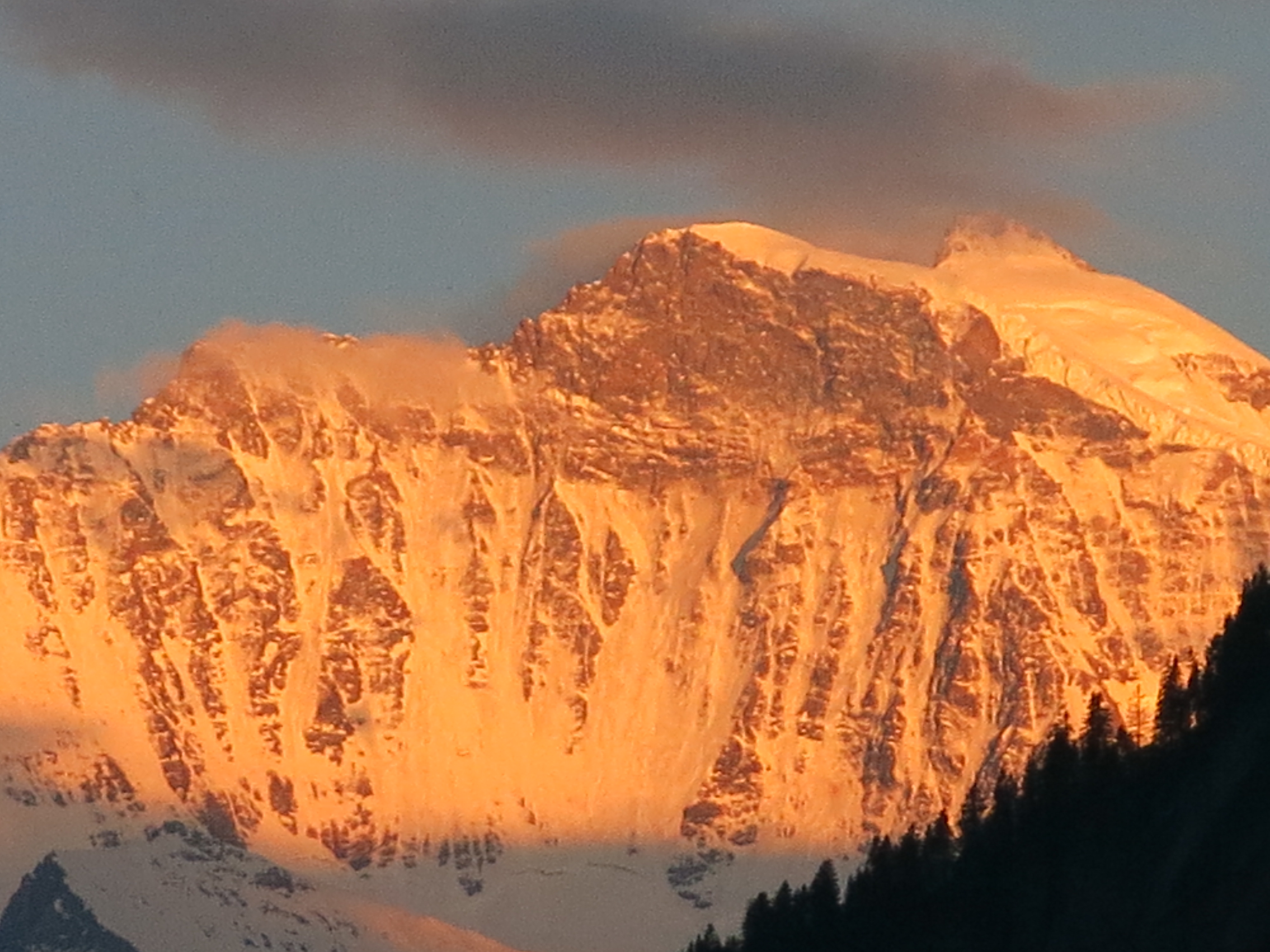
Die Jungfrau im Abendrot von Wilderswil her

## Persönlichkeiten
- Alfred A. Häsler (1921–2009), Journalist und Schriftsteller
- Manfred Miethe (* 1950), Schriftsteller, Übersetzer
- Urs Räber (* 1958), Skifahrer
- Maurus Schifferli (* 1973), Schweizer Landschaftsarchitekt